# الظافرية
قرية الظافرية هي إحدى القرى التابعة لمركز قفط في محافظة قنا في جمهورية مصر العربية. حسب إحصاءات سنة 2006، بلغ إجمالي السكان في الظافرية 12774 نسمة، منهم 6546 رجل و6228 امرأة.